# Careproctus
Careproctus es un género de peces de la familia Liparidae.

## Descripción
Las especies de Careproctus alcanzan longitudes corporales de 5-50 cm; la especie más grande, Careproctus rotundifrons, mide más de un metro de largo. Un disco de succión formado por las aletas ventrales está presente, pero en algunas especies es muy pequeño. Solo hay una fosa nasal a cada lado de la cabeza. Los dientes son simples o tricúspides y generalmente están dispuestos en numerosas filas. Los pseudobranquios están ausentes. El número de vértebras es de 35-64, de las cuales de 8-12 están en el abdomen. Las vértebras abdominales posteriores tienen costillas ventrales, que a veces pueden ser reducidas. El número de tubos pilóricos es de 3-16, pero en casos raros pueden estar ausentes. La pequeña aleta caudal tiene de 4-10 radios principales y nunca más de 4 radios secundarios. Las aletas hipurales son complejas y están fusionadas de forma variada. Las aletas pectorales suelen tener menos radios que la aleta anal y pueden tener un lóbulo inferior, aunque este también puede estar ausente. La sangría entre los lóbulos es variable.

## Especies
- Careproctus abbreviatus Burke, 1930
- Careproctus acaecus Andriashev, 1991
- Careproctus acanthodes C. H. Gilbert y Burke, 1912[5]
- Careproctus aciculipunctatus Andriashev y Chernova, 1997
- Careproctus acifer Andriashev y Stein, 1998
- Careproctus aculeolatus Andriashev, 1991
- Careproctus albescens Barnard, 1927
- Careproctus ampliceps Andriashev y Stein, 1998
- Careproctus armatus Andriashev, 1991
- Careproctus atakamensis Andriashev, 1998
- Careproctus atrans Andriashev, 1991
- Careproctus attenuatus C. H. Gilbert y Burke, 1912
- Careproctus aureomarginatus Andriashev, 1991
- Careproctus bathycoetus C. H. Gilbert y Burke, 1912
- Careproctus batialis Popov, 1933
- Careproctus bowersianus C. H. Gilbert y Burke, 1912
- Careproctus cactiformis Andriashev, 1990
- Careproctus canus Kido, 1985
- Careproctus carinatus Chernova, 2014[6]
- Careproctus catherinae Andriashev y Stein, 1998
- Careproctus colletti C. H. Gilbert, 1896
- Careproctus comus J. W. Orr y Maslenikov, 2007
- Careproctus continentalis Andriashev y Prirodina, 1990
- Careproctus credispinulosus Andriashev y Prirodina, 1990
- Careproctus crozetensis Duhamel y N. J. King, 2007
- Careproctus curilanus C. H. Gilbert y Burke, 1912
- Careproctus cyclocephalus Kido, 1983
- Careproctus cypseluroides P. Y. Schmidt, 1950
- Careproctus cypselurus (D. S. Jordan y C. H. Gilbert, 1898)
- Careproctus derjugini Chernova, 2005
- Careproctus discoveryae Duhamel y N. J. King, 2007
- Careproctus dubius Zugmayer, 1911
- Careproctus ectenes C. H. Gilbert, 1896
- Careproctus eltaninae Andriashev y Stein, 1998
- Careproctus falklandica (Lönnberg, 1905)
- Careproctus faunus J. W. Orr y Maslenikov, 2007
- Careproctus fedorovi Andriashev y Stein, 1998
- Careproctus filamentosus Stein, 1978
- Careproctus fulvus Chernova, 2014[7]
- Careproctus furcellus C. H. Gilbert y Burke, 1912
- Careproctus georgianus Lönnberg, 1905
- Careproctus gilberti Burke, 1912
- Careproctus griseldea Lloris, 1982
- Careproctus guillemi Matallanas, 1998
- Careproctus homopterus C. H. Gilbert y Burke, 1912
- Careproctus hyaleius Geistdoerfer, 1994
- Careproctus improvisus Andriashev y Stein, 1998
- Careproctus inflexidens Andriashev y Stein, 1998
- Careproctus io Kai, Morikawa y Misawa, 2024[8]
- Careproctus kamikawai J. W. Orr, 2012[9]
- Careproctus karaensis Chernova, 2014[6]
- Careproctus kidoi Knudsen y Møller, 2008
- Careproctus knipowitschi Chernova, 2005
- Careproctus lacmi Andriashev y Stein, 1998
- Careproctus latiosus Andriashev y Chernova, 2011
- Careproctus leptorhinus Andriashev y Stein, 1998
- Careproctus lerikimae J. W. Orr, Y. Kai y Nakabo, 2015[5]
- Careproctus longifilis Garman, 1892
- Careproctus longipectoralis Duhamel, 1992
- Careproctus longipinnis Burke, 1912
- Careproctus lycopersicus J. W. Orr, 2012 [9]
- Careproctus macranchus Andriashev, 1991
- Careproctus macrodiscus P. Y. Schmidt, 1950
- Careproctus macrophthalmus Chernova, 2005
- Careproctus maculosus Stein, 2006
- Careproctus magellanicus Matallanas y Pequeño, 2000
- Careproctus marginatus Kido, 1988
- Careproctus maslenikovae J. W. Orr, 2021
- Careproctus mederi P. Y. Schmidt, 1916
- Careproctus melanuroides P. Y. Schmidt, 1950
- Careproctus melanurus C. H. Gilbert, 1892
- Careproctus merretti Andriashev y Chernova, 1988
- Careproctus mica Chernova, 2014[6]
- Careproctus micropus (Günther, 1887)
- Careproctus microstomus Stein, 1978
- Careproctus minimus Andriashev y Stein, 1998
- Careproctus mollis C. H. Gilbert y Burke, 1912
- Careproctus moskalevi Andriashev y Chernova, 2012
- Careproctus narilobus Stein, 2012 [10]
- Careproctus nigricans P. Y. Schmidt, 1950
- Careproctus notosaikaiensis Y. Kai, Ikeguchi y Nakabo, 2011
- Careproctus novaezelandiae Andriashev, 1990
- Careproctus opisthotremus C. H. Gilbert y Burke, 1912
- Careproctus oregonensis Stein, 1978
- Careproctus ostentum C. H. Gilbert, 1896
- Careproctus ovigerus (C. H. Gilbert, 1896)
- Careproctus pallidus (Vaillant, 1888)
- Careproctus parvidiscus Imamura y Nobetsu, 2002
- Careproctus parviporatus Andriashev y Stein, 1998
- Careproctus patagonicus Matallanas y Pequeño, 2000
- Careproctus paxtoni Stein, Chernova y Andriashev, 2001
- Careproctus pellucicauda Stein, 2012 [10]
- Careproctus pellucidus C. H. Gilbert y Burke, 1912 [5]
- Careproctus phasma C. H. Gilbert, 1896[5]
- Careproctus polarsterni Duhamel, 1992
- Careproctus profundicola Duhamel, 1992
- Careproctus pseudoprofundicola Andriashev y Stein, 1998
- Careproctus pycnosoma C. H. Gilbert y Burke, 1912
- Careproctus ranula (Goode y T. H. Bean, 1879)
- Careproctus rastrinoides P. Y. Schmidt, 1950
- Careproctus rastrinus C. H. Gilbert y Burke, 1912[5]
- Careproctus rausuensis Machi, Nobetsu y Yabe, 2012 [11]
- Careproctus reinhardti (Krøyer, 1862)
- Careproctus rhodomelas C. H. Gilbert y Burke, 1912
- Careproctus rimiventris Andriashev y Stein, 1998
- Careproctus rosa Chernova, 2014[6]
- Careproctus roseofuscus C. H. Gilbert y Burke, 1912
- Careproctus rotundifrons H. Sakurai y Shinohara, 2008
- Careproctus sandwichensis Andriashev y Stein, 1998
- Careproctus scaphopterus Andriashev y Stein, 1998
- Careproctus scottae W. M. Chapman y DeLacy, 1934[5]
- Careproctus segaliensis C. H. Gilbert y Burke, 1912
- Careproctus seraphimae P. Y. Schmidt, 1950
- Careproctus shigemii Matsuzaki, Mori, Kamiunten, Yanagimoto y Kai, 2020
- Careproctus simus C. H. Gilbert, 1896
- Careproctus sinensis C. H. Gilbert y Burke, 1912
- Careproctus solidus Chernova, 1999
- Careproctus spectrum T. H. Bean, 1890[5]
- Careproctus spiraki J. W. Orr, 2021
- Careproctus steini Andriashev y Prirodina, 1990
- Careproctus stigmatogenus Stein, 2006
- Careproctus tapirus Chernova, 2005
- Careproctus telescopus Chernova, 2005
- Careproctus trachysoma C. H. Gilbert y Burke, 1912[5]
- Careproctus tricapitidens Andriashev y Stein, 1998
- Careproctus uter Chernova, 2014[6]
- Careproctus vladibeckeri Andriashev y Stein, 1998
- Careproctus zachirus Kido, 1985
- Careproctus zispi Andriashev y Stein, 1998